# Aethalops aequalis
Aethalops aequalis là một loài động vật có vú trong họ Pteropodidae, bộ Dơi. Loài này được G. M. Allen mô tả năm 1938.